# 上海有轨电车
上海第一条有轨电车于1908年3月5日正式落成通车，至1975年底全部拆除，直至2019年松江有轨电车通车后，上海才重新拥有有轨电车系统（张江有轨电车为胶轮导向电车）。

## 中华民国时期

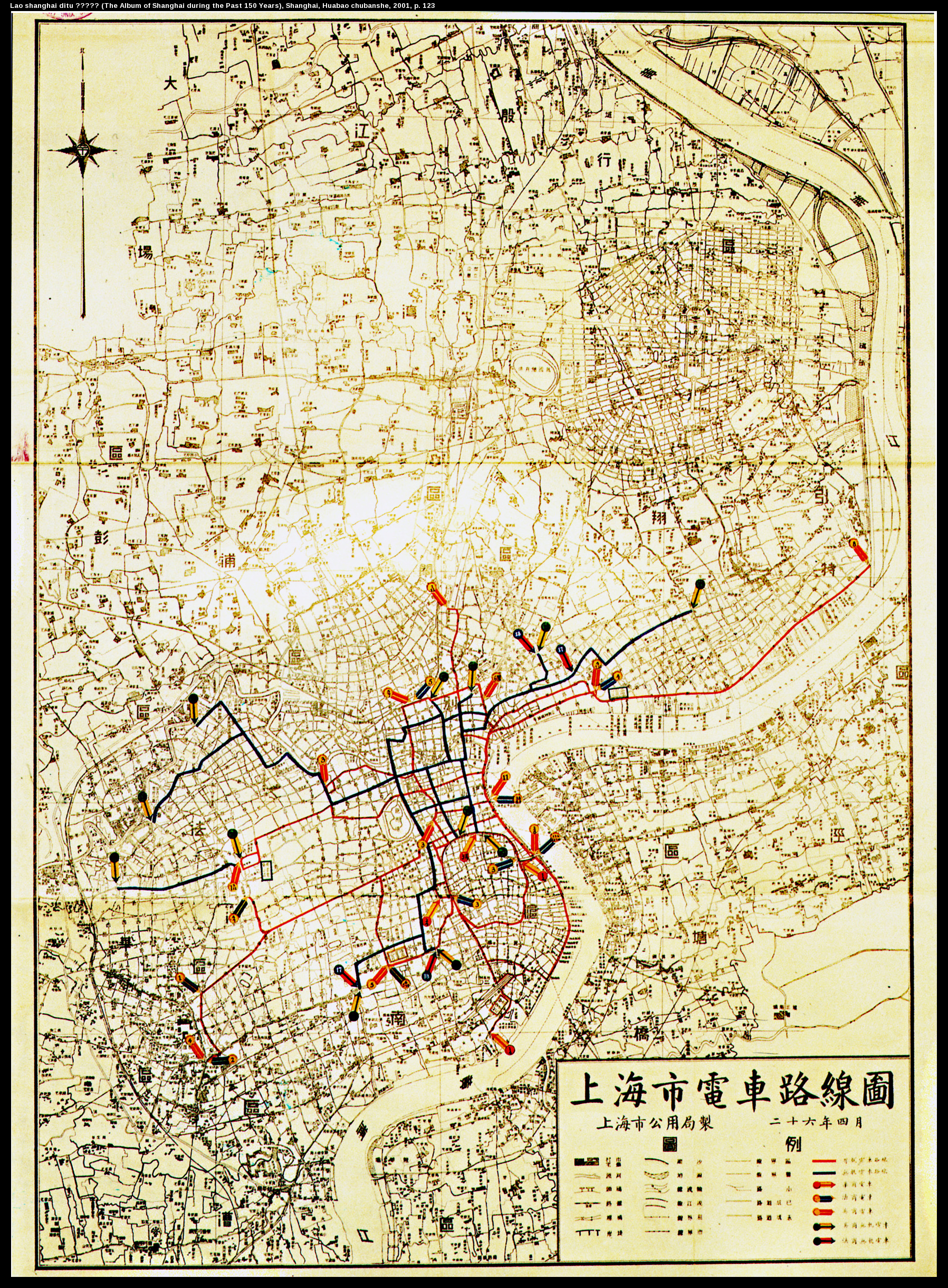
1937年的上海有轨电车地图
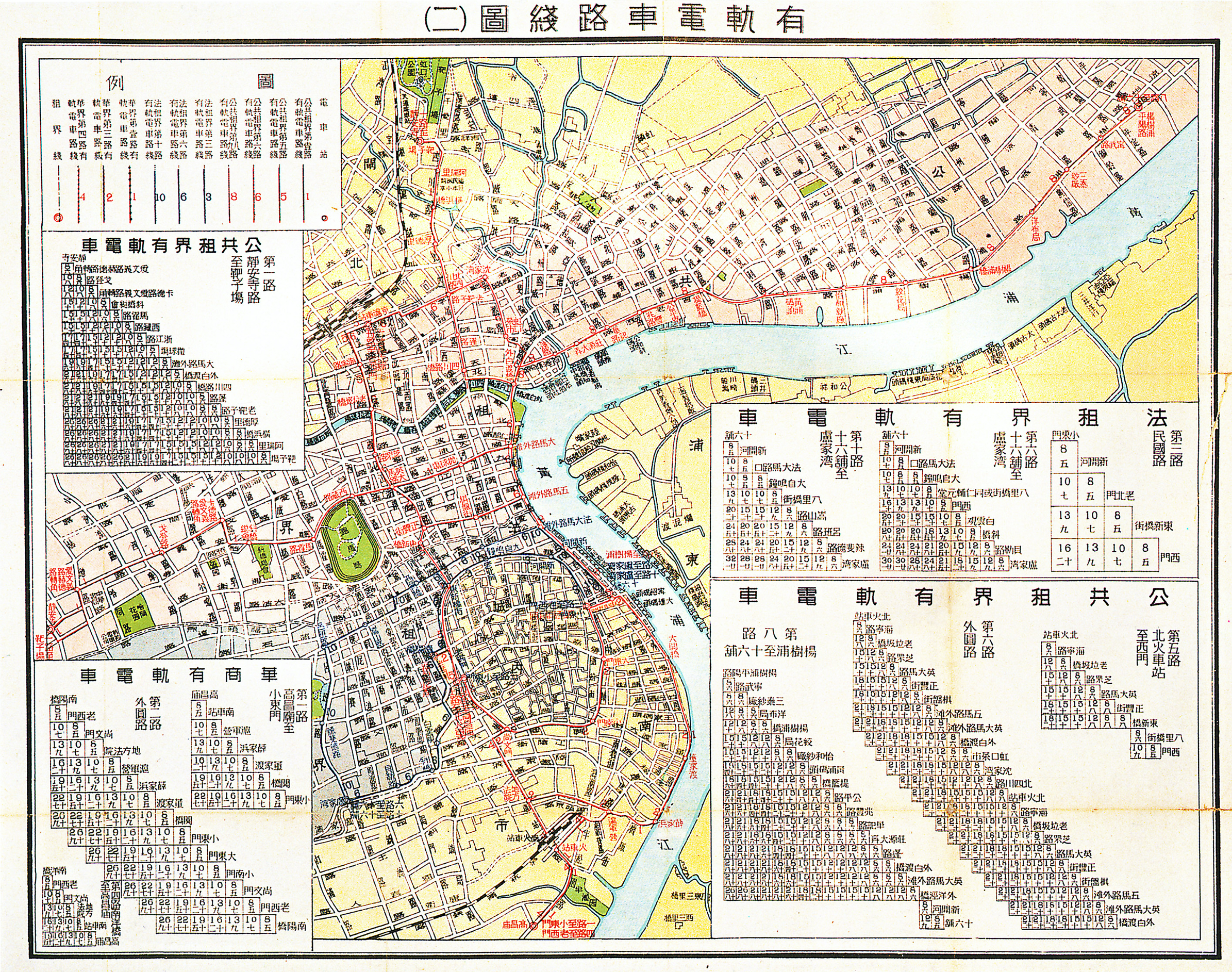
1936年的上海有轨电车地图
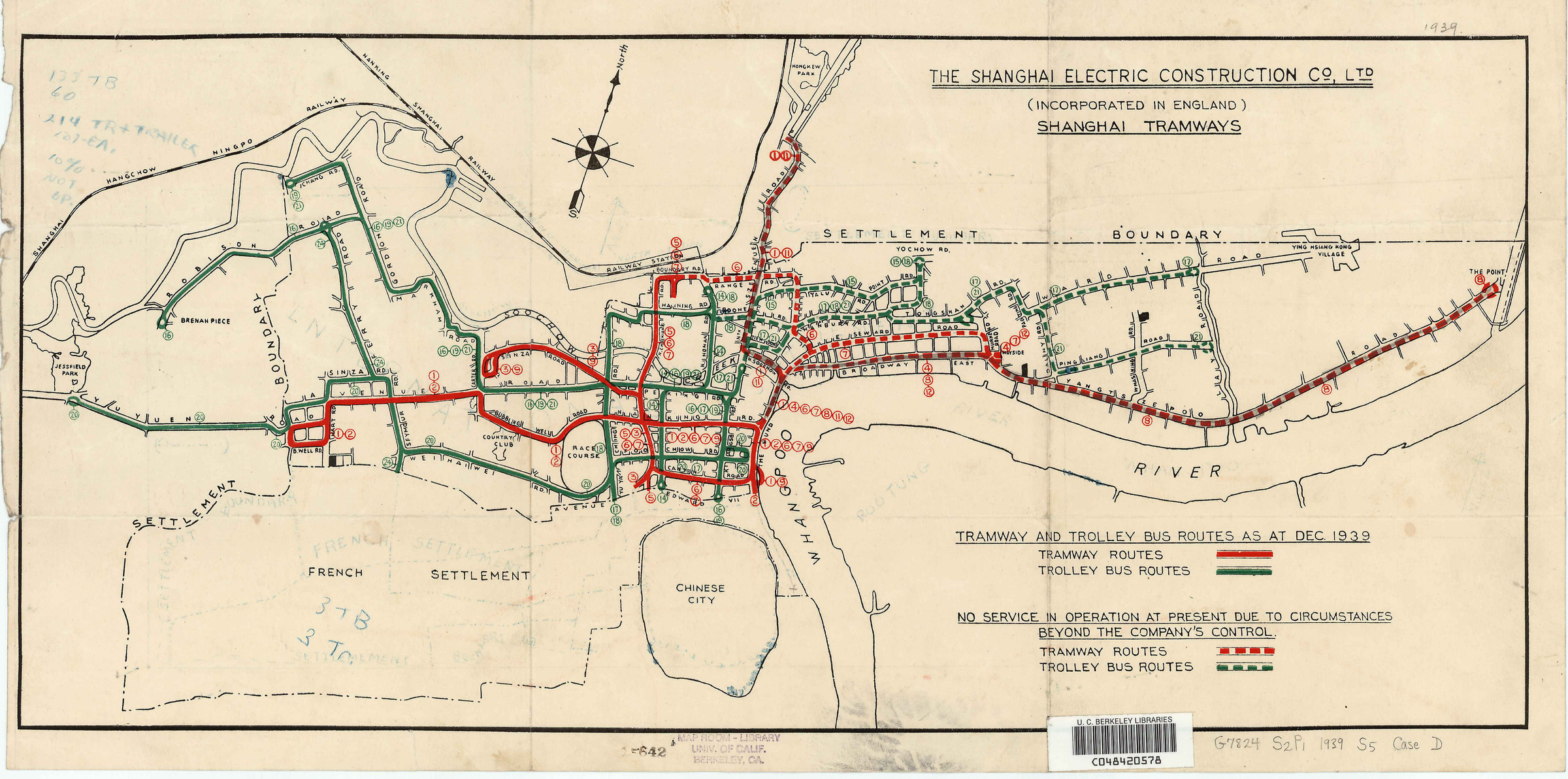
1939年上海公共租界中的有轨电车及无轨电车地图
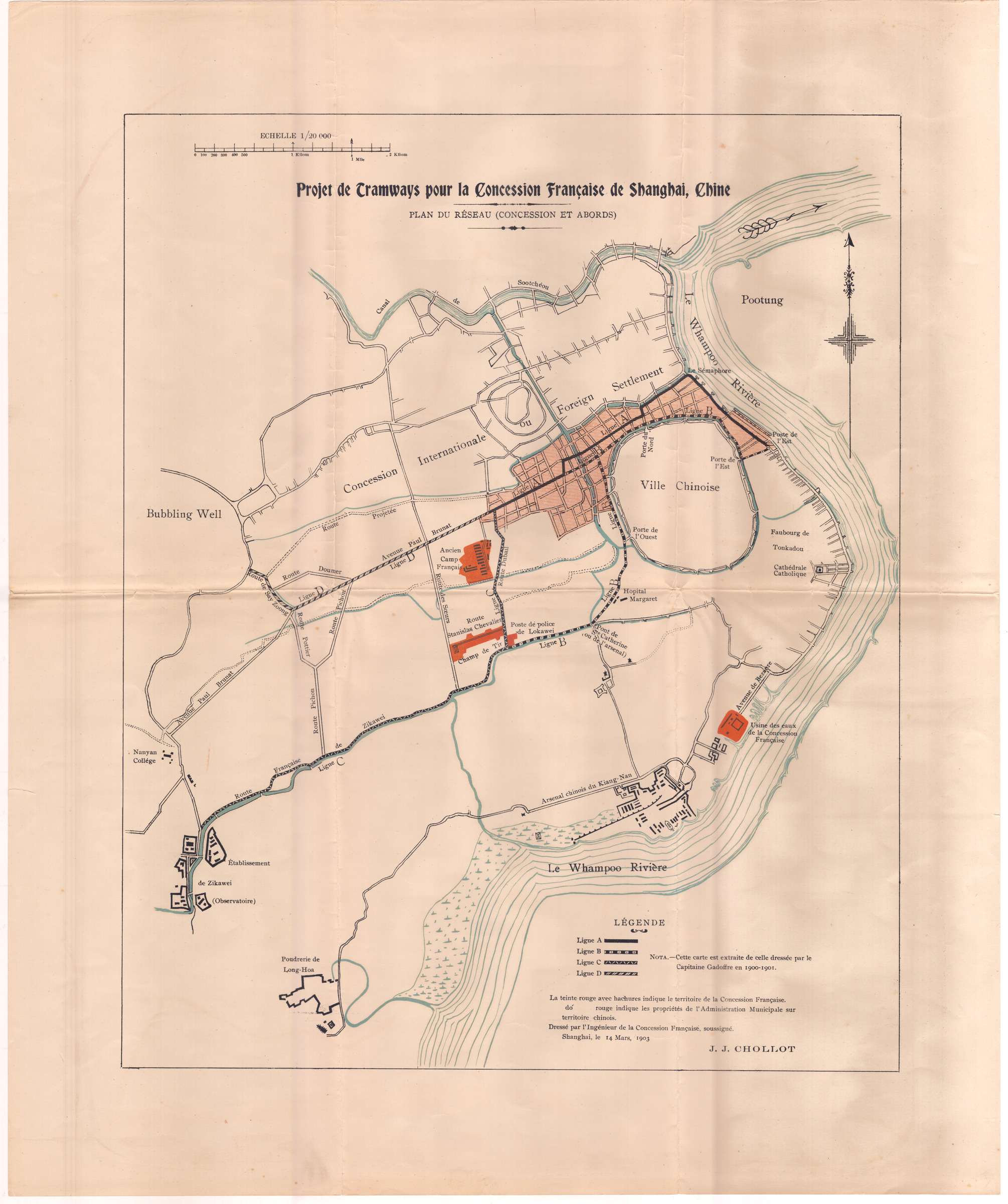
1903年上海法租界运营及计划修建的电车线路

## 中华人民共和国时期

### 民国时期电车的延续与拆除
- 1950年9月 19路电车改为宜昌路至昆明路[3]
- 1950年12月18日 英商上海电车公司与法商电车电灯公司部分线路互相通车联营[4]
- 1951年1月1日 市公交公司与法商电车电灯公司的月票互相通用
- 1952年11月20日 上海市军管会征用英商上海电车公司
- 1952年12月9日 英商上海电车公司改名为上海市电车公司
- 1960年6月1日 拆除淮海中路（重庆南路以西段）2路和6路有轨电车铁轨，改驶26路无轨电车[5][6]
- 1961年12月 上海第一条由市区(静安寺)通往郊区(江湾五角场)的有轨电车线路通车[7]
- 1963年8月14日 深夜，拆除西藏路至外滩一段的南京东路轨道[8]
- 1963年9月2日 拆除成都路至石门一路的南京西路轨道，原1路有轨电车由20路无轨电车所代替
- 1971年2月24日 黄浦区内最后一条有轨电车（5路）停驶[9]
- 1971年3月24日 拆除卢湾区内电车铁轨，停驶2路、5路等有轨电车，辟驶12路无轨电车
- 1975年12月1日 上海最后一条有轨电车线3路(虹口公园-五角场)拆除, 改行93路汽车[10]

### 新建的电车系统
- 张江有轨电车，2010年1月1日正式载客运营，是上海浦东新区的一条现代化有轨电车线路，使用法国劳尔公司的Translohr。虽名为“有轨电车”，但属于胶轮导向电车系统，而非真正传统意义上的有轨电车。2023年6月1日起全线停运，同时开通走向设站完全相同的浦东112路替代[11]。
- 松江有轨电车，2019年8月10日正式载客运营，自1975年原英商、法商等线路拆除后首个实际意义上的有轨电车。